# Festival 316
Festival 316 was een Nederlands, christelijk, eendaags festival dat jaarlijks in mei werd georganiseerd in het Friese Ureterp.
Het festival werd georganiseerd in de week voor Oerrock en maakte gebruik van dezelfde tent. Het richtte zich op muziek en ontmoeting. Van 2008 t/m 2016 trok het festival ieder jaar 4000 bezoekers en daarmee is het uitverkocht. Festival 316 profileerde zich na Xnoizz Flevo Festival en de EO-Jongerendag als het op twee na grootste christelijke festival van Nederland.
In 2016 besloot United in Christ, de organisatie achter het festival te gaan samenwerken met de organisatie achter het jaarlijkse Pinksterfeest in Wijnjewoude en het Pinksterfeest aldaar een make-over te geven. Sinds 2017 is het zaterdagprogramna van het driedaagse Pinksterfeest 316 in Wijnjewoude de opvolger van Festival 316 geworden.

## Headliners
| Jaar | Datum  | Optredens van                                                                                                   |
| ---- | ------ | --- |
| 2008 | 17 mei | Andy Hunter, Matthijn Buwalda, The Gentlemen, Make Up Your Mind                                                 |
| 2009 | 16 mei | Kees Kraayenoord, Psalmen voor Nu, Tangarine, Sarah Kelly, Tjibbe's crew en Seven                               |
| 2010 | 8 mei  | Rebecca St. James, Trinity, Stonewashed, Kees Kraayenoord                                                       |
| 2011 | 28 mei | Trinity, Sarah Kelly, Pieter Daniël, Parachute Band, Andre van Zyl                                              |
| 2012 | 12 mei | Newworldson, The Gentlemen, Damascus, Philippa Hanna, André van Zyl, Insalvation, Breeze & Megakoor             |
| 2013 | 4 mei  | Trinity, Sela, Martin Brand, Rend Collective Experiment, Good Weather Forecast, Timzingt                        |
| 2014 | 24 mei | Stellar Kart, Gerald Troost, Guvna B, Hanne de Vries, The Abrams Brothers, Het VreemdelingenCollectief          |
| 2015 | 9 mei  | Kees Kraayenoord, The Abrams Brothers, Beam Worship Band, Het VreemdelingenCollectief, Kees Goedhart, Hans Maat |
| 2016 | 14 mei | Elly & Rikkert, Pearl Jone, The City Harmonic, Hans Maat                                                        |